# Vice Stjepović-Skočibuha
Vice Stjepović-Skočibuha bio je dubrovački pučanin, rođen 1534. godine. Rano je djetinjstvo proveo u Suđurđu. Još je u mladosti postao brodski pisar, a potom i kapetan koji je plovio Jadranom i Sredozemljem. Godine 1555. ploveći s bratom Ruskom doživio je težak okršaj s alžirskim gusarima u kojem su mu brat i veći dio posade poginuli.
Pod dojmom tog događaja ostavio je plovidbu te se posvetio upravljanju poslova s kopna. U tom ga je periodu otac podučavao brojnim tajnama trgovanja, a nakon njegove smrti 1559. godine, Vice preuzima svu opsežnu obiteljsku trgovačku djelatnost.
Imao je desetero djece od kojih je četvero umrlo vrlo rano. Sve njegove bilješke i oporuka potomstvu sačuvane su do danas. U oporuci 17. prosinca 1588. g. potomcima savjetuje da žive skladno i u miru, međusobno se poštujući i uvažavajući. Mir, sreća i blagostanje bili su mu motivi življenja i fundamentalna misao. 
Vlada Dubrovačke Republike nudila je tom trgovcu pučaninu prijem u vlastelinski stalež, no on je ponudu odbio jer nije uključivala njegovo potomstvo. Sinovi mu nisu imali potomaka pa je obiteljsko ime Stjepović-Skočibuha prestalo postojati početkom 17. stoljeća.
Bio je najugledniji predstavnik trgovačkog staleža svog vremena, oličenje najboljih kvaliteta poslovnog, uglednog, kulturnog, bogatog i radišnog pučanina koji se svojim ponašanjem i sposobnostima izdigao visoko iznad prosjeka svog vremena.
Umro je 1588. godine, iza sebe je ostavio vrijedno zdanje - ljetnikovac na otoku Šipanu koji je očuvan sve do danas.